# Potufale
Potufale är en ort i Vaitupu i Tuvalu. Den hade 230 invånare år 2012.